# Direção de oração
A oração em uma determinada direção é uma característica de muitas religiões mundiais, como o judaísmo, o cristianismo, o islamismo e a fé Bahá'í.

## Judaísmo

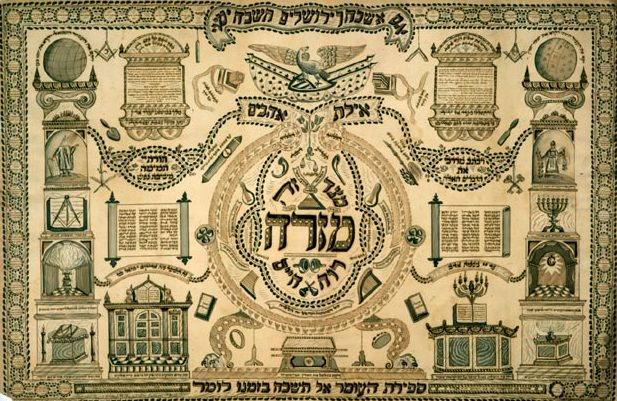
Uma decoração de parede Mizrá; a palavra Mizrá (מזרח, "Leste") aparece no centro.

Os judeus tradicionalmente oram na direção de Jerusalém, onde a "presença do Deus transcendente (shekhinah) [residia] no Santo dos Santos do Templo". Dentro do Santo dos Santos estava a Arca da Aliança que continha as tábuas dos Dez Mandamentos dadas ao profeta Moisés por Deus; esta é a razão pela qual o Templo de Salomão se tornou o ponto focal para a oração judaica. Na Bíblia, está escrito que quando o profeta Daniel estava na Babilônia, ele "ia para sua casa onde tinha as janelas de seu cenáculo abertas para Jerusalém; e ele se ajoelhava três vezes ao dia e orava e dava graças diante de seu Deus, como ele havia feito anteriormente" (cf. Daniel 6:10). Após a destruição do Templo de Salomão, os judeus continuam a orar voltados para Jerusalém na esperança da vinda do Messias que aguardam.
O Talmude (Berakhot 30a) instrui os judeus fora da Terra de Israel a se virarem para a Terra Santa enquanto oram. Os judeus residentes em Israel devem se voltar para a cidade de Jerusalém, aqueles que vivem em Jerusalém devem se voltar para o Monte do Templo, e aqueles próximos ao Monte do Templo devem se voltar para o antigo local do Santo dos Santos. O Shulchan Aruch (Código da Lei Judaica), portanto, especifica que nas sinagogas, a Arca deve ser colocada de forma que "os adoradores possam orar na direção da Terra Santa e no lugar do Santuário em Jerusalém". Quando as sinagogas são erguidas, elas são construídas se posicionarem de frente para Jerusalém.
A Mizrá (literalmente, "Leste") é uma placa ou outra decoração de parede que é colocada na parede oriental de muitas casas de judeus na Diáspora a oeste de Israel, a fim de marcar a direção de Jerusalém para a qual a oração é focada. Uma placa Mizrá é geralmente uma peça artística e ornamentada, sendo escrita em caligrafia e apresentando um panorama de Jerusalém. As tapeçarias de Mizrá normalmente apresentam a palavra hebraica Mizrá (hebraico: מזרח), e podem incluir o versículo da Torá que afirma: "Desde o nascer do sol até o seu ocaso, o nome do Senhor deve ser louvado" (cf. Salmos 113:3).